# Lleó II (galàxia)
Lleó II és una galàxia nana esferoidal a la constel·lació del Lleó, a 30 arcmin al nord de Duhr (δ Leonis). Forma part del Grup Local i del subgrup de la Via Làctia.
Lleó II s'hi troba a uns 690.000 anys llum de la Terra i té un diàmetre de 4.200 anys llum. Va ser descoberta el 1950 per Robert G. Harrington i Albert George Wilson, des dels Observatoris Mont Wilson i Palomar a Califòrnia: també van descobrir la galàxia esferoïdal nana Lleó I.
Observacions recents en l'ESO van estimar que la seva massa era igual a (2.7 ± 0.5)×107 masses solars.